# Talísay de Nonoc
Talísay (Barangay Talisay) es un barrio de la ciudad de Surigao situado en la isla de Nonoc, adyacente a la costa noroeste de la también isla de Mindanao. Forma parte de  la provincia de Surigao del Norte  en la Región Administrativa de Caraga, también denominada Región XIII. Para las elecciones está encuadrado en el Segundo Distrito Electoral.

## Geografía
Talísay se encuentra 14 kilómetros al norte de la ciudad  de  Surigao ocupando el extremo oriental   de  la isla de Nonoc frente a las islas de Ginatuán (barrio de San José)  y de Bayagnán(barrios de Bitaugan y de Cagutsan); al sur de la bahía de Aguasán, islas Calibán y Dinagat; al este del estrecho de Surigao; y al norte del canal de Ginatuán.
Bajo su jurisdicción se encuentran las islas de Doot y de Rasa, situadas en el canal de Ginatuán.
Su término, que cuenta con una extensión superficial de  25,4525 km²,  linda al oeste con el del barrio de Nonoc.

### Población
El año 2000 contaba este barrio con 835 habitantes que ocupaban 459 hogares. En 2007 son 1.823 personas, 1.490 en 2010.

## Historia
A finales del siglo XIX  formaba parte del  Tercer Distrito o provincia de Surigao: Con sede en la ciudad de Surigao comprendía  el NE. y Este de la isla de Mindanao y, además, las de Bucas, Dinágat, Ginatúan, Gipdó, Siargao, Sibunga y varios islotes entre los que se encontraba Hanigad.